# Maha Amer
Maha Khalid Eissa Amer (née le 27 mars 1999 au Caire) est une plongeuse égyptienne. 

## Carrière
Maha Amer dispute l'épreuve de tremplin à 3 mètres aux Jeux olympiques d'été de 2016 à Rio de Janeiro, terminant à la 28e place.
Elle remporte la médaille d'or en tremplin synchronisé à 3 mètres avec Maha Gouda et la médaille de bronze en tremplin de 3 mètres lors des Championnats d'Afrique de plongeon 2019 à Durban.
Aux Championnats du monde de natation 2023, elle termine 5e au tremplin à 1 mètre, 38e au tremplin à 3 mètres et 9e au tremplin synchronisé à 3 mètres avec Mohamed Farouk.
Aux Championnats d'Afrique de plongeon 2023 à Durban, elle remporte la médaille d'or en tremplin à 3 mètres, en tremplin synchronisé à 3 mètres avec Malak Tawfik (d) et en tremplin synchronisé mixte à 3 mètres avec Mohamed Farouk,  obtenant une place de quota pour les Jeux olympiques de 2024 à Paris.
Elle devient la première plongeuse de l'histoire du sport égyptien médaillée mondiale au tremplin à 1 mètre, en remportant la médaille de bronze lors des Championnats du monde de natation 2024 à Doha.